# Приключения в городе, которого нет
«Приключения в городе, которого нет» — советский музыкальный художественный фильм-кроссовер про совместные приключения героев самых разных книг, режиссёрский дебют Леонида Нечаева по заказу Гостелерадио СССР.

## Сюжет
Пионер Слава Курочкин мечтает о космосе. Он активно изучает физику и астрономию, но при этом совсем не читает художественную литературу. По стечению обстоятельств он попадает в сказочный город, где живут герои самых известных книг: «Снежная королева», «Тимур и его команда», «Белеет парус одинокий», «Отверженные», «Остров сокровищ» и так далее.
Но в городе живут не только положительные персонажи — Коммерции Советник из пьесы «Снежная королева» решает воспользоваться Славиным незнанием книг, чтобы «выдавать чёрное — за белое, белое — за чёрное…» и с помощью других отрицательных персонажей подчинить себе читателей по всему миру. На помощь мальчику приходят положительные герои, и вместе с друзьями Славе удаётся справиться с Советником и его приспешниками. Возвращаясь в реальный мир, Слава отправляется в библиотеку.

## В ролях
- Евгений Горячев — Слава Курочкин, читатель
- Галина Линник — Сомова

из книги «Хитроумный идальго Дон Кихот Ламанчский»
- Николай Гринько — Дон Кихот

из книги «Остров сокровищ»
- Иван Переверзев — Джон Сильвер
- Леонид Крюк — длинный пират
- Вадим Александров — короткий пират
- Валентин Букин — хозяин пиратского трактира

из пьесы «Недоросль»
- Александр Пятков — Митрофанушка

из книги «Отверженные»
- Вячеслав Баранов — Гаврош
- Гедиминас Карка — Жавер, инспектор полиции

из сказки Х. К. Андерсена «Снежная королева»
- Ирина Шилкина — Герда

из пьесы Е.Шварца «Снежная королева»
- Валентинс Скулме — Коммерции Советник

из книги «Приключения Тома Сойера»
- Игорь Амбражевич — Том Сойер
- Игорь Кондратович — Гекльберри Финн
- Стефания Станюта — тётушка Полли

из книги «Белеет парус одинокий»
- Александр Плющёв — Петя Бачей
- Александр Покко — Гаврик
- Валерий Носик — шпик «Усатый»

из книги «Три толстяка»
- Фёдор Храмцов — оружейник Просперо
- Леонид Каневский — капитан Бонавентура

из книги «Тимур и его команда»
- Игорь Анисимов — Тимур Гараев
- Игорь Гущин — «Фигура»

из книги «Пеппи поселяется на вилле «Курица»»
- Татьяна Прусакова — Пеппи Длинныйчулок

из книги В.Коростылёва и М.Львовского «Димка-невидимка»
- Михаил Сачук — Димка-невидимка

из неустановленного источника
- Ростислав Шмырёв — генерал

## Съёмочная группа
- Авторы сценария: Сергей Муратов, Марк Розовский
- Режиссёр-постановщик: Леонид Нечаев
- Оператор-постановщик: Юрий Шалимов
- Художники-постановщики: Александр Бойм, Игорь Окулич, Владимир Матросов
- Композитор: Сергей Кортес
- Автор песен: Роман Сеф